# برج سونی
برج سونی، (به انگلیسی: Sony Tower) آسمان‌خراش ۳۷ طبقه به ارتفاع ۱۹۷ متر، با کاربری مسکونی-تجاری است، که در خیابان مدیسون، منهتن شهر نیویورک، ایالات متحده آمریکا مستقر می‌باشد. پروژه ساخت این ساختمان در سال ۱۹۸۱ آغاز شد و در سال ۱۹۸۴ تکمیل و افتتاح گردید.